# ماركوس روبنز
ماركوس روبنز (بالإنجليزية: Marcus Robbins)‏ هو عسكري أمريكي، ولد في 25 يوليو 1851 في إلبا في الولايات المتحدة، وتوفي في 21 يونيو 1924 في بيتسفيلد في الولايات المتحدة.